# Liubov Rusanova
Liubov Rusanova (n. 2 februarie 1954, Krasnodar, RSFS Rusă, URSS) este o înotătoare rusă, medaliată olimpică. A participat la o ediție a Jocurilor Olimpice (1976) în care a câștigat o medalie de argint și o medalie de bronz.